# 田村晃一
田村 晃一（たむら こういち、1981年8月23日 - ）は、日本の俳優・ファッションモデル。山口県下関市出身。山口県立豊浦高等学校卒業。国家資格の理学療法士免許を持っている。

## 出演

### 映画
2011
- Paradaise Kiss
- ハードロマンチッカー

2014
- 真夜中きみはキバをむく

### 短編映画
- わるいけど、いきている。

### ドラマ
2010
- 逃亡者 PLAN B

2014
- タイムスクープハンター追跡！美男子コンテスト

### 広告・CF
- 九州電力BBIQ光
- AXE
- 日本中央競馬会
- ソニー損保
- サントリー

### モデル
- デフィマリアージュ
- Kyusyu Walker
- OLYMPUS
- smart
- 岡村製作所

### PV
- 「DOUBLE CROWN/ONE」メイン

### 舞台
2011
- TEAM JACKPOT 2011『あかねさす日の暮れゆけば七福神』

2012
- TEAM JACKPOT 2012『3DIRECTORS』

2013
- 劇団凱嘉團、第四回公演『月下美人』
- 劇団アボガドカフェ　第二期第一回公演「ペイントマン－Tsunagi’s finish a false with a coat－」
- JTES『大津皇子』
- 劇団アボガドカフェ 第二期第二回公演「新カフェマン」〜 please call me apron boy 〜
- 劇団アボガドカフェ第二期第三回公演「リベンジマン」–An incorrect statement may turn out to be correct in the end suit.-
- 劇団アボガドカフェ第三期第一回公演「サキガケマン」

### イベント
2013
- 劇団アボガドカフェ　第二期第一回ファンミーティング「ちょっと遅い入学式」
- 劇団アボガドカフェ　第二期第二回ファンミーティング「ちょっと早めの夏祭り」
- 劇団アボガドカフェ　第二期第三回ファンミーティング「卒業式」
- YOHプロデュースARTイベント「喜怒哀楽-ARTXmas-」

2014
- スパイラルチャリオッツDVDリリースイベント「murderdish」ゲスト

### WEB TV
- あっ!とおどろく放送局「DREAM学園」ゲスト
- 「エンタの素」ゲスト